# Condado de Osceola (Iowa)
O Condado de Osceola é um dos 99 condados do estado norte-americano do Iowa. A sede do condado é Sibley, que é também a sua maior cidade. O condado tem uma área de 1035 km² (dos quais 2 km² estão cobertos por água), uma população de 7003 habitantes, e uma densidade populacional de 7 hab/km² (segundo o censo nacional de 2000). O condado deve o seu nome ao chefe índio Osceola (1804-1838), da tribo dos Seminoles da Flórida.